# 2015年のジョージア
この項目では、2015年のジョージアについて記述する。

## 政権在職者

### 中央政府
- 大統領: ギオルギ・マルグヴェラシヴィリ（2013年11月17日 – 在任中）
- 首相: イラクリ・ガリバシヴィリ（2013年11月20日 – 2015年12月30日）、ギオルギ・クヴィリカシヴィリ（2015年12月30日 – 在任中）
- 国会議長: ダヴィト・ウスパシヴィリ（2012年10月21日 – 在任中）

### 自治共和国

#### アジャリア
- 首相: アルチル・ハバゼ（2012年10月30日 – 在任中）
- 最高評議会議長: アヴタンディル・ベリゼ（2012年10月28日 – 在任中）

#### アブハジア
- 首相（亡命政府）: ヴァフタング・コルバイア（代行; 2013年4月8日 – 在任中）
- 最高評議会議長（亡命政府）: エルグヤ・グヴァザヴァ（2009年3月20日 – 在任中）

### 係争領域

#### アブハジア
- 大統領: ラウリ・ハジムバ（2014年9月25日 – 在任中）
- 首相: ベスラン・ブツバ（2014年9月29日 – 2015年3月17日）、アルトゥル・ミクヴァビア（2015年3月20日 – 2016年7月26日）
- 人民議会議長: ヴァレリ・ブガンバ（2012年4月3日 – 在任中）

#### 南オセチア
- 大統領: レオニード・チビロフ（2012年4月19日 – 在任中）
- 首相: ドメンチイ・クルムベゴフ（2014年1月20日 – 在任中）
- 国会議長: アナトリイ・ビビオフ（2014年6月23日 – 在任中）

## 出来事

### 1月
- 1月11日 – フランスで発生したシャルリー・エブド襲撃事件を受けて、イラクリ・ガリバシヴィリ首相は各国首脳との結束を高める統一集会に参加した[1]。
- 1月20日 – 活動家イウリ・ヴァザガシヴィリが、息子の墓地を訪問中に爆死した。ヴァザガシヴィリの息子は2006年にトビリシ市内で、警察の行動によって死亡した疑惑が持たれており、ヴァザガシヴィリはこれの真相調査を行っていた。警察は計画的な殺人の疑いで捜査を開始した[2]。
- 1月23日 – ジョージア内務大臣アレクサンドレ・チカイゼが辞任した。チカイゼ内務大臣は2006年に2人の青年が殺害された作戦に関与した警官を「隠匿した」とする批判に対して、事実と異なると主張した。殺害された青年の父親イウリ・ヴァザガシヴィリは、捜査の遅滞は作戦に関与していた人物が現在も内務省に勤務しているためであるとして、チカイゼ内務大臣の責任を追及していた。イウリ・ヴァザガシヴィリは1月20日に息子の墓を訪れた際に起こった爆発で死亡した[3]。
- 1月26日 – イラクリ・ガリバシヴィリ首相は、辞任したアレクサンドレ・チカイゼ前内務大臣の後任として、ヴァフタング・ゴメラウリ第一内務次官を任命した。ゴメラウリ新内務大臣は以前、ビジナ・イヴァニシヴィリ前首相の警護隊に所属していた[4]。

### 2月
- 2月2日 – 非政府組織46団体は前首相ビジナ・イヴァニシヴィリの直近の発言に対して、共同で声明を発表した。イヴァニシヴィリ前首相がいくつかの市民団体による人権活動を「脅威」と見なしていることを問題視し、イヴァニシヴィリ前首相について「非公式の国家統治者」であると非難した[5]。
- 2月2日 – 2006年5月に青年2名がトビリシ市内で警官に射殺された事件について、元警官5名と内務省特務隊員6名が逮捕された。検察はピルツハラヴァ元刑事警察次長が青年に対する個人的な恨みを動機として作戦を立案・決行したと主張した[6]。
- 2月4日 – ロシアのウラジーミル・プーチン大統領は、アブハジアとの「同盟と戦略的パートナーシップに関する条約」を批准する法律に署名した。この条約について、トビリシ市内では抗議行動が発生した[7]。
- 2月8日 – 活動家イウリ・ヴァザガシヴィリが1月20日に手榴弾で殺害された事件について、警察官1名が逮捕された。これを受けて検察庁は、2006年の青年射殺事件に絡んだ一連の殺人事件が解決されたと宣言した[8]。
- 2月13日 – ウクライナのペトロ・ポロシェンコ大統領は「改革に関する国際諮問委員会」を設置し、ジョージアのミヘイル・サアカシヴィリ前大統領を委員長に任命した[9]。
- 2月16日 – ウクライナのヴィクトル・ショキン検事総長は、ジョージアの野党統一国民運動に所属するダヴィト・サクヴァレリゼ国会議員をウクライナ第一次長検事に任命した[10]。
- 2月18日 – ジョージアの北大西洋条約機構 (NATO) への加盟について、ズラブ・アバシゼ対露関係首相特別代表は、「NATOの軍事インフラの設置を目的としたものではない」と発言した。野党議員はアバシゼ特別代表の発言を非難した[11]。
- 2月21日 – アジャリア自治共和国議会において、与党連合「ジョージアの夢」で内部分裂が発生した。これにより与党連合は議会で過半数を割り込んだ[12]。

### 3月
- 3月4日 – 国際通貨基金はジョージア経済について「重大な外的ショック」で打撃を受けたと評価し、ジョージア国立銀行に対する「政治的攻撃」によりジョージア・ラリの継続的な価値下落が発生していると警告した[13]。
- 3月18日 – モスクワでロシアのウラジーミル・プーチン大統領と南オセチアのレオニード・チビロフ大統領が会談し、ロシアと南オセチアの「同盟と統合に関する協定」に署名した。ジョージア外務省はこの協定について、南オセチアの事実上の併合を意味するものであるとして非難する声明を発表した[14]。
- 3月21日 – 野党統一国民運動は、経済危機や汚職を理由に、政府の退陣を要求する抗議デモをトビリシ市中心部で開催した[15]。

### 4月
- 4月6日 – ジョージア北東部パンキシ渓谷に住むキスト民族の長老らは、パンキシ渓谷出身の16歳と18歳の青年が過激派組織「イスラム国」に加わるべくシリアに向かった疑いが強いことが明らかになったのを受け、地域の青少年がシリアに送られている状況に対して措置を講じるようジョージア政府に要請した[16]。
- 4月22日 – ベラルーシのアレクサンドル・ルカシェンコ大統領がジョージアを初訪問し、トビリシでジョージアのギオルギ・マルグヴェラシヴィリ大統領らと会談した。会談では両国の現在の関係を概観し、貿易・経済協力の発展の展望、地域の安全保障などについて議論が行われた。会談後、両大統領は幅広い分野における両国関係促進に向けた用意を確認する共同声明に署名した[17]。
- 4月22日 – ジョージア政府は、アメリカ合衆国を拠点とする世界第2位の大手バイオ製薬会社ギリアド・サイエンシズと提携し、政府資金によるC型肝炎撲滅プログラムを開始した。これは、非常に効果的だが高価な抗ウイルス薬ソホスブビルを無償提供するものである[18]。
- 4月22日 – 2009年以来のジョージア側からの要請に基づき、日本政府は日本語での公式なジョージアの呼称を「グルジア」から「ジョージア」に変更した。日本は4月14日に法律改正案を衆議院で承認し、22日に発効した。これを受けて、在ジョージア日本国大使館でも新しい門標の除幕式が行なわれた[19]。
- 4月26日 – トビリシのマハタ丘に、イヴェロン聖処女の大聖堂が完成した。イラクリ・ガリバシュヴィリ首相は式典に出席し、大聖堂は国の統一の象徴となると述べた[20]。

### 5月

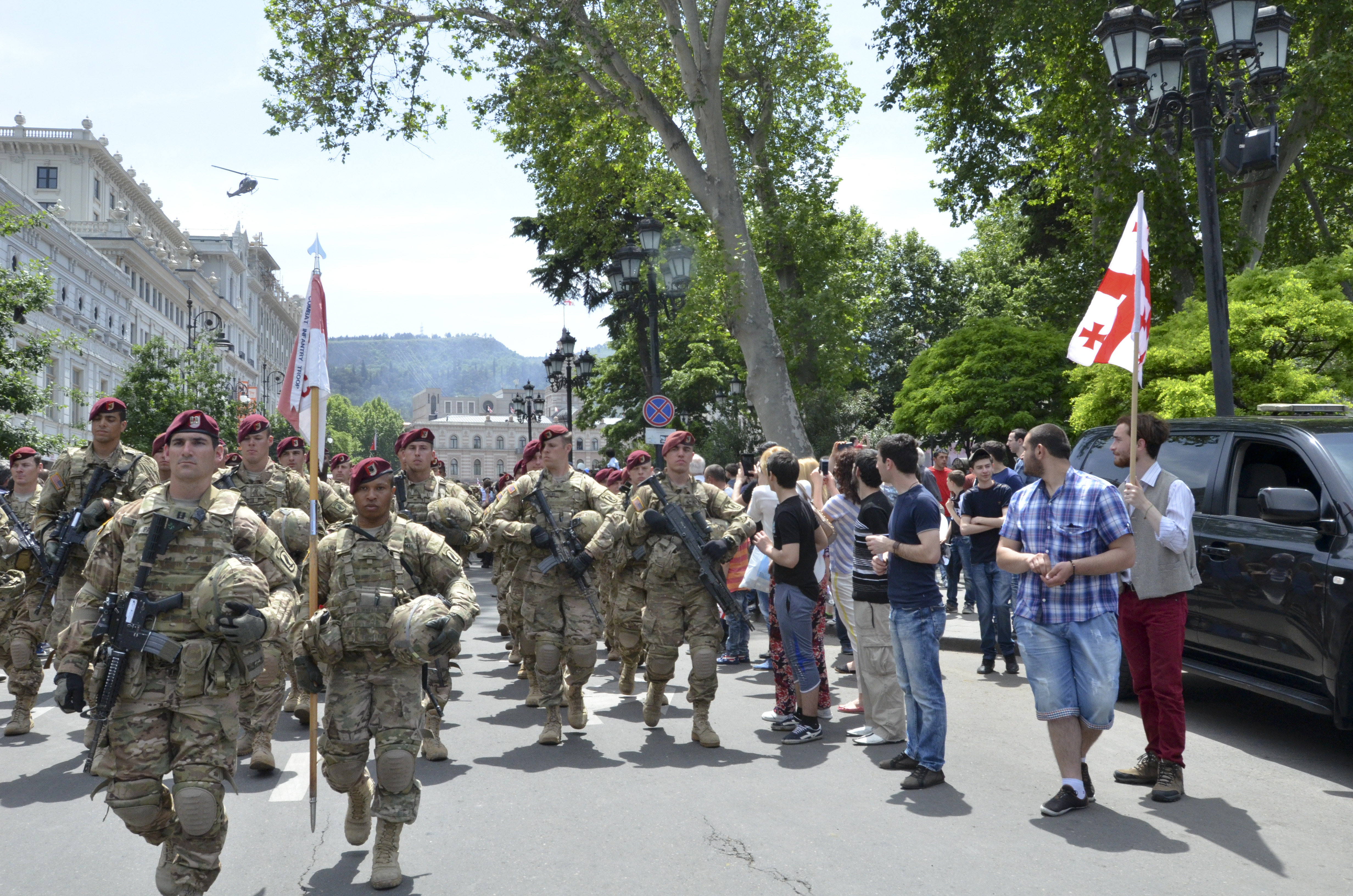
5月26日にジョージア独立記念日の式典が開催された。式典には、5月中旬にトビリシ近郊でジョージア軍と共同軍事訓練を行っていたアメリカ合衆国のパラシュート部隊も参加した。

- 5月9日 – 内閣改造が行われ、国会はこれを信任した。この改造内閣において、ティナティン・ヒダシェリがジョージア史上初の女性国防大臣に就任した[21]。
- 5月13日 – FCディラ・ゴリがウマグレシ・リーガで初優勝した[22]。
- 5月21日 – ジョージアの歌手ニナ・スブラッティがユーロビジョン・ソング・コンテスト2015の決勝に出場し、11位の成績を残した[23]。
- 5月22日 – ラトビアのリガにおいて、欧州連合の東方パートナーシップ首脳会議が開催された。「査証自由化行動計画の実施について、ジョージアとウクライナの進展を称賛する」との共同宣言が採択され、イラクリ・ガリバシヴィリ首相は「首脳会議はジョージアにとって成功であった」と述べた[24][25]。
- 5月25日 – 野党統一国民運動の4議員（ズラブ・ジャパリゼ、パヴレ・ウブラシヴィリ、ギオルギ・ハチゼ、ギオルギ・メラゼ）が離党を発表した。4議員は与党連合その他の政治勢力への合流を否定し、また現政権への反対の姿勢も宣言した[26]。
- 5月30日 – ウクライナのペトロ・ポロシェンコ大統領はジョージアのミヘイル・サアカシヴィリ前大統領にウクライナ国籍を付与し、オデッサ州知事に任命した。ジョージアのギオルギ・マルグヴェラシヴィリ大統領は、サアカシヴィリ前大統領がジョージア国籍を放棄したことを、ジョージアの国家と大統領制に対する侮辱であるとして非難した[27]。

### 6月

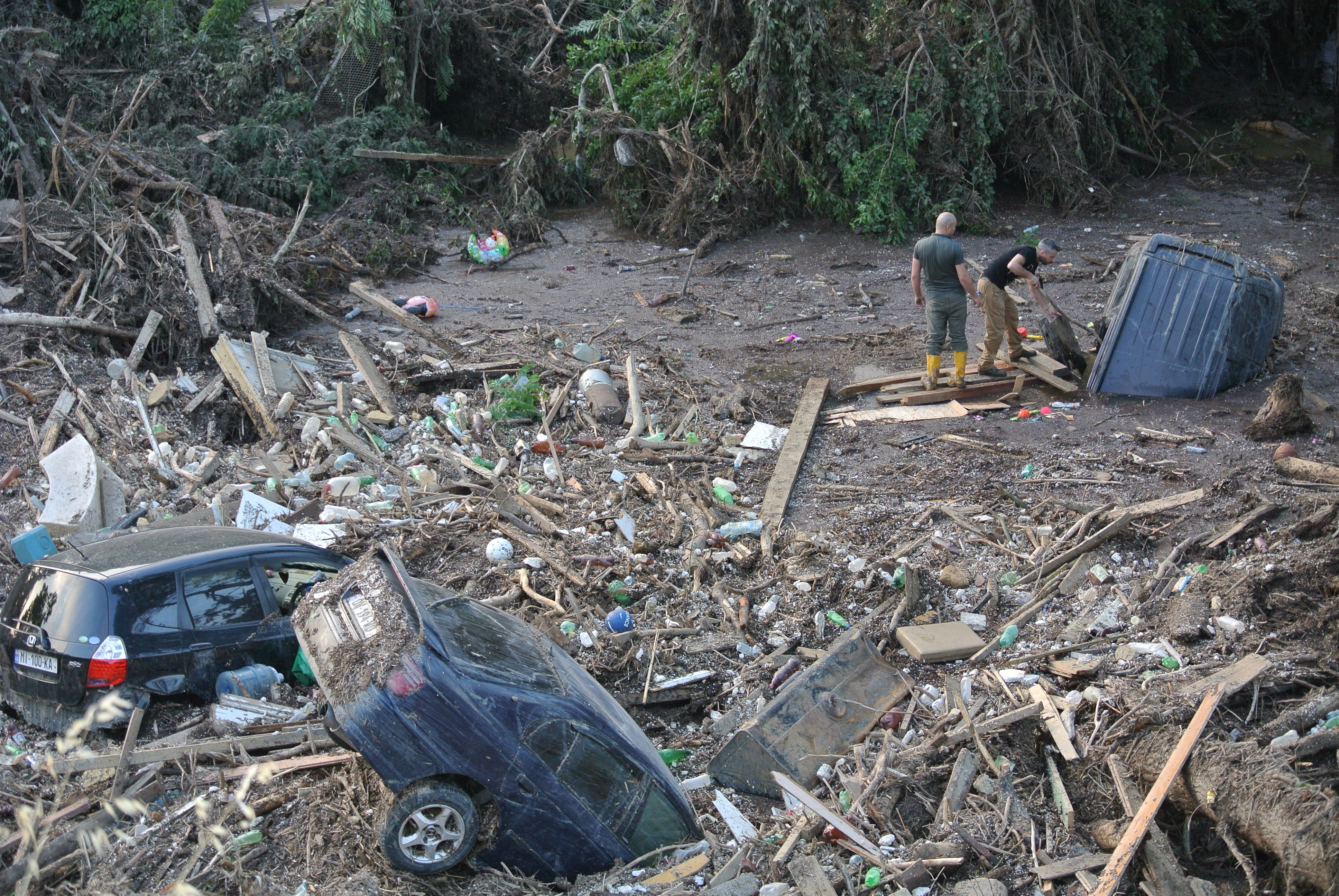
6月14日にトビリシ大洪水が発生した。

- 6月14日 – 未明にトビリシ市中心部で洪水が発生し、19名が死亡した。数十世帯が家屋を破壊され、主要道路やトビリシ動物園が大きな被害を受けた[28][29]。
- 6月14日 – 過激派組織「イスラム国」の戦闘員の勧誘を行ったとして、パンキシ渓谷のイスラム教徒ら数名が逮捕された[30]。
- 6月15日 – ジョージアのティナティン・ヒダシェリ国防大臣はパリを訪問し、フランスのジャン＝イヴ・ル・ドリアン国防大臣と会談を行った。またヒダシェリ国防大臣はパリ国際航空ショーを視察し、「ジョージアの防空を保障する」ための先進的なシステムをフランスから調達する契約を締結した[31]。

### 7月
- 7月10日 – ロシア軍は、ゴリ中央高速道路付近のゴリ地区ツィテルバニ村およびアハルゴリ地区オルチョサニ村の付近に、バクー＝スプサ・パイプラインの一部がロシアの占領地域に入る形で「南オセチア共和国国境」と書かれた標識を設置した。ジョージア外務省は「ロシアによる挑発」を批判する声明を発表した[32]。
- 7月17日 – ジョージア国会は国内の銀行その他の金融機関を監督する権限を、ジョージア国立銀行から新たに設置する「金融監督庁」に移管する法案を可決した。この法案に関しては、国内外からの批判があった[33]。ギオルギ・マルグヴェラシヴィリ大統領には法律案に対する拒否権があるが、9月までであれば国会の再決議により成立する[34]。
- 7月25日–8月1日 – ヨーロッパユースオリンピックフェスティバルがトビリシで開催された。

### 8月
- 8月11日 – 2015年UEFAスーパーカップの決勝がトビリシのボリス・パイチャーゼ・スタジアムで開催され、FCバルセロナが5対4でセビージャFCを下した。
- 8月15日 – ジョージア国防省は、公金流用容疑で起訴中の国防省・軍職員4名について、審理前勾留を解いたと発表した。この事件ではイラクリ・アラサニア国防大臣の更迭や与党連合「ジョージアの夢」の分裂が引き起こされた[35]。
- 8月27日 – 北大西洋条約機構 (NATO) はトビリシ郊外のクルツァニシ訓練センターでNATO・ジョージア共同訓練・評価センターを開設した。開所式にはジョージアを訪問中のイェンス・ストルテンベルグNATO事務局長や、ギオルギ・マルグヴェラシヴィリ大統領、イラクリ・ガリバシヴィリ首相、ティナティン・ヒダシェリ国防大臣その他のジョージア政府高官らが出席した[36]。
- 8月31日 – ジョージア高原地帯スヴァネティ地方において、出力280メガワット時のネンスクラ水力発電所の建設が開始された。ジョージア政府はこの建設のため、韓国水資源公社およびイタリアのサリニ・インプレギロ社と契約を締結した[37]。

### 9月
- 9月18日 – トビシリ市裁判所はギオルギ・ウグラヴァ前市長に対して、市長在任中に公的資金410万ラリを統一国民運動の活動に流用したとして、4年6か月の禁固刑を言い渡した。ウグラヴァ前市長については前日に憲法裁判所から審理前勾留に対する違憲判断で釈放を受けていた。野党はトビリシ市裁判所の決定について、政治的な意図があると主張した[38]。
- 9月29日 – ジョージアは、北大西洋条約機構 (NATO) が主導する高度の即応性・先進性を備えた「NATO即応部隊」に参加した[39]。

### 11月
- 11月5日 – トビリシ市裁判所のタマズ・ウルトメリゼ裁判官は、民間テレビ局「ルスタヴィ2」の所有権裁判について、元所有者である原告キバル・ハルヴァシの主張を認めた。裁判所はルスタヴィ2の現社長ニカ・グヴァラミアと財務責任者カハ・ダメニアに代わる暫定的な経営者の任命を命令し、イメディTVの元社長ラヴァズ・サケヴァリシヴィリとルスタヴィ2の元所有者ダヴィト・ドヴァリをそれぞれ暫定経営者に任命した。アメリカ大使館、欧州連合代表部、欧州連合諸国大使らは「新たな経営陣の任命に懸念を表明する」「ジョージアにおける司法の独立性とメディアの自由度に関する深刻な疑念を引き起こす」との共同声明を発表した。[40]
- 11月12日 – トビリシ市裁判所のタマズ・ウルトメリゼ裁判官は、ルスタヴィ2の暫定的な新経営陣の任命に関する決定を自ら覆し、同決定に対する 控訴が終了するまで、元の経営陣であるニカ・グヴァラミア社長とカハ・ダメニア財務責任者の復帰を命令した。

### 12月
- 12月2日 – ブリュッセルで開催されたNATO外相会合において、イェンス・ストルテンベルグNATO事務局長はジョージアについて「改革の努力は報われることを示している」「NATOの扉は開かれている」と述べ、メンバーシップ・アクション・プランの確実な遂行が確認された[41]。
- 12月4日 – ギオルギ・マルグヴェラシヴィリ大統領は、ウクライナでオデッサ州知事を務めるミヘイル・サアカシヴィリ前大統領のジョージア国籍を剥奪する大統領令に署名した。大統領府はサアカシヴィリ前大統領を含む複数の人物が他国の国籍を得たため、ジョージア国籍を喪失したと発表した[42]。
- 12月10日 – 検察庁は前大統領恩赦委員会委員長のアレコ・エリサシヴィリが与党連合「ジョージアの夢」の有力政治家からある受刑者の早期釈放を求めて不適切な圧力を受けたとの告発の発表した。一部の政治家は特定の受刑者の恩赦を働きかける見返りに、賄賂を受け取っていたとも述べた[43][44]。
- 12月18日 – 欧州委員会はジョージアの査証自由化行動計画に関する最終報告書を発表した。この報告書によると、ジョージアはアクション・プランの全ての項目を達成したとして、2016年の早期にジョージア国民のシェンゲン圏内への無査証での渡航を許可するよう欧州連合加盟諸国に提案すると述べられた[45]。
- 12月22日 – ロシア外務省は、ジョージア国民に対する査証要件を12月23日より緩和すると発表した[46]。
- 12月23日 – イラクリ・ガリバシヴィリ首相は会見を開き、辞任を発表した。ガリバシヴィリ首相は5分間の会見において欧州連合との連合協定への署名など過去2年間における「歴史的な達成」や重要な改革について短く話したが、辞任の具体的な理由には触れなかった[47]。
- 12月24日 – ベルギー国会が欧州連合とジョージアの連合協定の批准を決定した。これにより、欧州連合の全ての加盟国による連合協定の批准が完了した[48]。
- 12月30日 – ギオルギ・クヴィリカシヴィリ首相候補を筆頭とする新内閣の承認にかかるジョージア国会本会議が開催された。未明に採決が行われ、賛成86名、反対28名で新内閣が承認された[49]。

## 死去
- 1月1日 – ポリカルペ・フブティア（90歳）、メグレル語による民謡歌手[50]
- 1月19日 – ミリアン・イオラマシヴィリ（68歳）、ジョージア正教会の聖職者、マラブダ首都主教[51]
- 1月30日 – タマズ・アヴダリアニ（50歳）、ジョージアの政治家、元国会議員（ジョージアの夢＝民主ジョージア所属）[52]
- 2月11日 – ノダル・ツレイスキリ（82歳）、ジョージアの作家、ジョージア教育大臣（1990年–1991年）[53]
- 3月1日 – グラム・ミナシヴィリ（79歳）、ジョージアのバスケットボール選手
- 3月9日 – オタル・コベリゼ（90歳）、ジョージアの俳優、映画監督
- 3月16日 – エルダル・ジョハゼ（66歳）、ジョージア正教会の聖職者、ニコルツスミンダ首都主教
- 3月17日 – ナウリ・ジャナシア（68歳）、ジョージアの政治家、元国会議員（統一国民運動所属）
- 3月28日 – ベシク・ハルジアニ、ジョージアの実業家、トビリシにて銃撃で死亡[54]
- 4月11日 – コテ・トロルダヴァ（35歳）、ジョージアの舞台監督、映画監督
- 5月3日 – レゾ・チヘイゼ（88歳）、ジョージアの映画監督
- 5月18日 – グラム・ブズヴァネリ（80歳）、ジョージアの作曲家
- 6月12日 – アレクサンドレ・ロンデリ（73歳）、ジョージアの政治学者
- 6月26日 – エテル・カクリア（66歳）、ジョージアのポップ歌手、悪性腫瘍による長期疾患で死亡
- 8月9日 – ザイラ・アルセニシヴィリ（81歳）、ジョージアの女流作家
- 8月11日 – ズラブ・ベガリシヴィリ（54歳）、ジョージアの舞台監督、映画監督
- 9月11日 – レゾ・チェイシヴィリ（82歳）、ジョージアの作家
- 11月29日 – ググリ・ムゲラゼ（87歳）、ジョージアの映画監督、脚本家
- 12月4日 – イラクリ・オチアウリ（91歳）、ジョージアの彫刻家